# Элкшкене (станция)
Э́лкшкене (латыш. Elkšķene) — железнодорожная станция на линии Вентспилс — Тукумс II, в Таргальской волости Вентспилсского края Латвии. Станция используется в качестве разъезда.

## История
В 1927 году был открыт остановочный пункт Попе с вокзалом. После постройки узкоколейной линии через посёлок Попе и устройством одноимённой станции, остановочный пункт в 1932 году был переименован сначала в Элкшкене, потом в Элшкене. После Второй мировой войны в расписаниях движения поездов он назывался Элкшкене, хотя в ряде других источников даже в 1980-е годы упоминался как Элшкене. В 1963 году здесь возвели совмещённое с жильём пассажирское здание из силикатного кирпича.